# Ataka (Partei)
Die Partei Ataka (bulgarisch Партия Атака/Partija Ataka ‚Angriff‘) ist eine nationalistische, fremdenfeindliche und rechtsextreme Partei in Bulgarien. Sie gibt die Zeitung „Ataka“ heraus. Bis 2009 stand auch die Zeitung „Desant“ der Partei nahe. Seit Oktober 2011 betreibt die Partei mit alfa einen eigenen Fernsehkanal.

## Geschichte
Die Partei Ataka wurde am 17. April 2005, u. a. als Reaktion auf die wachsende politische Partizipation der türkischen und muslimischen Minderheit, speziell der Partei DPS am politischen Leben des Landes, gegründet. Mit dieser nationalistischen Orientierung instrumentalisierte die Partei nicht nur die ethnische Trennlinie, sondern auch die sozioökonomische Bruchlinie zwischen den Gewinnern und Verlierern des Systemwechsels. Vorsitzender der Partei ist seit ihrer Gründung der Journalist Wolen Siderow. Ziel der Partei ist es die bulgarischen Nationalisten im Kampf gegen EU- und NATO-Integration zu vereinen.
An den bulgarischen Parlamentswahlen 2005 nahm die Partei als Teil der Koalition Ataka teil. Dabei konnte sie 296.848 Stimmen und 8,93 % was 21 Abgeordnetensitzen entsprach, für sich gewinnen. Bei den Präsidentschaftswahlen im Herbst 2006 erzielte der Ataka-Kandidat Siderow spektakuläre 27 Prozent der Stimmen.
Bei der Europawahl 2007 erhielt die Partei 14,2 % und entsandte 3 Abgeordnete ins Europäische Parlament (Dimitar Stojanow, Dessislaw Tschukolow und Slawtscho Binew).
Die Fraktionsstärke im bulgarischen Parlament betrug im März 2009 nur noch 11 Mitglieder, da 10 der Mandatsträger aus der Fraktion austraten.
Bei den Parlamentswahlen 2009 erhielt Ataka 395.733 oder 9,36 % der Stimmen und stellte mit 21 Abgeordneten die viertstärkste Parlamentsfraktion. Wahlsieger wurde mit 39,72 % die Partei GERB unter Boiko Borissow, der eine Minderheitsregierung bildete. Zweiter und Dritter wurden die von der BSP angeführte Koalition für Bulgarien und die DPS. Ataka erklärte daraufhin die „bedingungslose Unterstützung“ der Regierung von Borissow, weil sonst der alte, korrupte Status quo (Bulgarien wurde zuvor von einer Großen Koalition der Parteien BSP, DPS, NDSW regiert) wieder hergestellt sein würde.
Anfang November 2009 traten neben Waleri Simeonow noch weitere 9 der 13 Gemeindeabgeordneten der Atakafraktion aus der Partei aus, da sie nicht mit der Politik der Parteiführung zufrieden waren. 2011 gründeten Simeonow und die ehemaligen Ataka-Gemeinderatabgeordneten ihre eigene Partei die Nationale Front für die Rettung Bulgariens.
Am 10. Dezember 2010 trat der Abgeordnete Kamen Petkow aus der Parlamentsfraktion aus, da er nicht mit der Politik der bedingungslose Unterstützung der Regierung von Bojko Borissow durch die Partei Ataka einverstanden war. Er war kein Mitglied der Partei, führte jedoch als Experte die Kandidatenliste der Partei im „25-en Wahlkreis“ in Sofia an.
Am 20. Mai 2011 kam es vor der Banja-Baschi-Moschee in Sofia zu gewalttätigen Auseinandersetzungen zwischen Anhängern der Ataka und Moscheebesuchern. Fünf Menschen, darunter zwei Mitglieder der Partei wurden dabei verhaftet. Die Ataka-Abgeordnete Deniza Gadschewa wurde leicht verletzt im Krankenhaus behandelt. Führende Politiker des Landes und die Menschenrechtsorganisation Helsinki-Komitee Bulgarien sprachen von einer „beunruhigenden Eskalation der Fremdenfeindlichkeit und des religiösen Hasses“. Das Helsinki-Komitee forderte sogar ein Verbot der Partei. Siderow hingegen drohte nach der Festnahme die Regierung nicht mehr zu unterstützen.
Bei den Präsidentschaftswahlen in Bulgarien 2011 konnte der Präsidentschaftskandidat von Ataka, Wolen Siderow, 3,64 % der Wählerstimmen für sich gewinnen und belegte dadurch den vierten Platz. Die Partei gewann 7,3 % der Stimmen bei den Parlamentswahlen 2013 und hat mit 23 Abgeordneten die viertstärkste Fraktion im 42. Narodno Sabranie. Dabei wurden eingebrachte Gesetzesanträge von Ataka manchmal von den regierenden Parteien BSP und DPS  (wie die Gebühr von 20 % für die Hersteller erneuerbarer Energie), manchmal von der regierenden Partei BSP und der oppositionellen GERB unterstützt (wie die Verlängerung des Moratoriums für den Verkauf von Ackerland an Ausländer). Die Partei Ataka war in der Regierung Orescharski nicht vertreten.
Die Partei Ataka war nach den vorgezogenen Parlamentswahlen vom 5. Oktober 2014 mit 11 Abgeordneten im 43. Narodno Sabranie (2014–17) vertreten. Von 2016 bis 2019 war Ataka Mitglied des Parteibündnisses Vereinigte Patrioten, das bei der Parlamentswahl in Bulgarien 2017 9,07 % gewann und mit 27 Abgeordneten im Parlament vertreten war. Bei den Wahlen im April und Juli 2021 gewann Ataka je 0,49 % und 0,46 % und verfehlte damit den Einzug ins Narodno Sabranie.

### Kandidatenliste für die Europawahl 2009

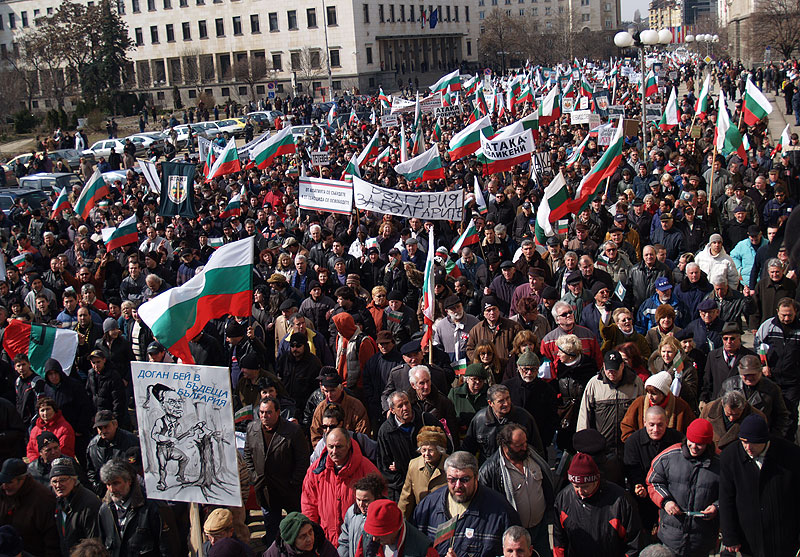
Kundgebung der Ataka, 2006

1. Dimitar Kinow Stojanow
2. Slawtscho Binew
3. Dessislaw Tschukolow
4. Petar Chlebarow
5. Dantscho Hadschiew
6. Stanislaw Stanilow
7. Nikola Ratschew
8. Rumen Wataschki
9. Todor Christew
10. Georgi Petrow
11. Slaw Stojtschew
12. Galen Monew
13. Ognjan Janakiew
14. Katja Wuschewa
15. Aleksandar Stankow
16. Anita Stojanowa
17. Zwetan Kolew

### Abgeordnete im 41. Narodno Sabranie
- Wolen Siderow
- Dessislaw Tschukolow
- Stanislaw Stanilow
- Wenzislaw Lakow
- Zweta Georgiewa (2011 aus der Partei Ataka ausgetreten)
- Deniza Gadschewa
- Pawel Schopow
- Ljubomir Wladimirow
- Nikolaj Pechliwanow
- Ognjan Janakiew
- Jawor Notew
- Walentin Iwanow (2011 aus der Partei Ataka ausgetreten)
- Ognjan Pejtschew (2011 aus der Partei Ataka ausgetreten)
- Ognjan Tetimow (2011 aus der Partei Ataka ausgetreten)
- Petar Chlebarow (2011 aus der Partei Ataka ausgetreten)
- Kiril Gumnerow (2011 aus der Partei Ataka ausgetreten)
- Kamen Petkow (2010 aus der Partei Ataka ausgetreten)
- Dimitar Karbow (2011 aus der Partei Ataka ausgetreten)
- Kalina Krumowa (2011 aus der Partei Ataka ausgetreten)
- Stojan Iwanow (2011 aus der Partei Ataka ausgetreten)
- Borislaw Stojanow (2011 aus der Partei Ataka ausgetreten)

2012 blieben nur noch 10 Abgeordnete (von insgesamt 21) in der Parlamentsfraktion der Partei Ataka.

### Abgeordnete im 42. Narodno Sabranie
- Wolen Siderow
- Dessislaw Tschukolow
- Stanislaw Stanilow
- Wenzislaw Lakow
- Magdalena Taschewa
- Deniza Gadschewa
- Pawel Schopow
- Ljubomir Wladimirow
- Dimitar Awramow (im August 2014 ausgetreten)
- Jawor Notew
- Adrian Assenow
- Dimitar Dimow
- Galen Monew (2014 ausgetreten)
- Iwan Dimitrow
- Ilian Todorow
- Kalina Balabanowa
- Kiril Kolew
- Kristijan Dimitrow
- Margarita Nikolowa
- Miglena Alexandrowa
- Nikolaj Alexandrow
- Petar Petrow
- Radi Stojanow

## Kritik an der Partei
Die Ataka wird von der Politikwissenschaft als „ultranationalistische“, „rechtsextreme“, „dezidiert türken- und romafeindliche“ oder „radikal rechte, fremdenfeindliche und populistische Partei“ beschrieben.
Die Ataka-Partei ist in der Vergangenheit immer wieder mit Hetzparolen gegen Türken und Roma aufgefallen. Auf ihrer offiziellen Webseite veröffentlichte Ataka eine Liste bekannter bulgarischer Juden unter der antisemitischen Überschrift: Die Juden sind eine von der Pest verseuchte, gefährliche Rasse, die es verdienen würde, von der Geburt an entwurzelt zu sein. Mit Parolen wie Gebt Bulgarien den Bulgaren zurück oder Stopp dem Zigeuner-Terror wird populistische Politik betrieben.